# Каролев (Великопольське воєводство)
Каролев (пол. Karolew, нім. Karlshof) — село в Польщі, у гміні Борек-Велькопольський Гостинського повіту Великопольського воєводства.
Населення — 787 осіб (2011).
У 1975-1998 роках село належало до Лешненського воєводства.

## Демографія
Демографічна структура станом на 31 березня 2011 року:
|          | Загалом | Допрацездатний вік | Працездатний вік | Постпрацездатний вік |
| -------- | ------- | ------------------ | ---------------- | -------------------- |
| Чоловіки | 390     | 98                 | 250              | 42                   |
| Жінки    | 397     | 71                 | 237              | 89                   |
| Разом    | 787     | 169                | 487              | 131                  |